# Баканов, Олег Александрович
Олег Александрович Баканов (29 июля 1917 — 5 апреля 1971) — капитан теплохода «Оренбург» Дальневосточного морского пароходства, город Владивосток Приморского края, Герой Социалистического Труда.

## Биография
Родился 29 июля 1917 года в городе Полтава в семье текстильщика. Русский.
В 1932 году окончил 7 классов второй трудовой школы имени Ленина в Полтаве, в 1937 году — Одесский морской техникум, получив звание штурмана дальнего плавания.
Во время учёбы в техникуме плавал матросом на барже «Товарищ», а после его окончания — 3-м помощником капитана на судах Черноморского государственного морского пароходства.
Перед Великой Отечественной войной О. А. Баканов работал 2-м помощником капитана на теплоходе «Жан Жорес» Черноморского государственного морского пароходства. В июне 1941 года был назначен старшим помощником. Команда теплохода выполняла ответственные рейсы в Одессу и Севастополь, доставляя войска, технику, боеприпасы и эвакуируя раненых, женщин, детей. Потом участвовала в высадке десантов в Керчи и Феодосии, швартуясь и выгружаясь под огнём противника. 16 января 1942 года теплоход «Жан Жорес» после выгрузки в Феодосийском порту вышел из порта и подорвался на мине. Часть экипажа погибла, а оставшиеся в живых перешли на другие суда.
О. А. Баканов продолжал боевые рейсы в должности старшего помощника капитана на пароходе «Пестель» Черноморского государственного морского пароходства. Обеспечил успешное выполнение заданий военного командования по перевозке эвакогрузов из города Новороссийска, по доставке воинских частей и грузов в Туапсе, Геленджик, Сочи, по вывозу в тыловые порты раненых. Четко организовывал службу наблюдения в море, высокую готовность артиллерийских расчетов, отрабатывал командный состав по маневрированию судном при налетах авиации и торпедных атаках. В условиях бомбежек в портах Сочи, Туапсе, Геленджик, Новороссийск отлично организовал выгрузку груза силами экипажа, что обеспечило быструю разгрузку судна. Был награждён орденом Красной Звезды.
В июле 1943 года был командирован Наркомфлотом в Дальневосточное государственное морское пароходство, до 1945 года плавал 2-м и старшим помощником капитана на судах «Алма-Ата» и «Красная Армия». С 1945 года работал в должности капитана на пароходе «Невастрой». Плавал в дальневосточных и арктических морях.
Член ВКП/КПСС с 1944 года.
В 1962 году О. А. Баканов принял теплоход «Оренбург». В ходе операции «Анадырь» судно доставляло на Кубу строительные материалы, продовольствие и другие грузы. Капитан сумел сплотить экипаж, выявить резервы и возможности судна, увеличив его провозную способность.
Указом Президиума Верховного Совета СССР от 9 августа 1963 года за выдающиеся успехи, достигнутые в деле развития морского транспорта Баканову Олегу Александровичу присвоено звание Героя Социалистического Труда с вручением ордена Ленина и золотой медали «Серп и Молот».
В 1970 году вышел на пенсию.
Жил в городе Одесса. Умер 5 апреля 1971 года. Похоронен на 2-м Христианском кладбище в Одессе.

## Награды
Награждён орденами Ленина, Трудового Красного Знамени, Красной Звезды, медалями.
Его именем было названо судно Дальневосточного морского пароходства «Капитан Баканов».